# Refrito (episodio de South Park)
«#REHASH» («#REFRITO» en Hispanoamérica) es el noveno episodio de la decimoctava temporada y el episodio Nº 256 de la serie animada de televisión norteamericana South Park, escrito y dirigido por su co-creador Trey Parker. El episodio se estrenó en el canal Comedy Central el 3 de diciembre de 2014 y es la primera parte del final de temporada. Satiriza la popularidad de las celebridades de Internet (Youtubers) y de otros fenómenos de Internet. También hace referencias a múltiples elementos entrelazados de episodios anteriores de la decimoctava temporada. La estrella invitada fue PewDiePie, que se interpreta a sí mismo.
Kyle piensa que él y su pequeño hermano Ike pueden fortalecer sus vínculos practicando un juego de video, pero Ike y sus amigos prefieren ver otras personas haciendo comentarios de los juegos a través de internet. Mientras Kyle se lamenta por sentir que está envejeciendo Cartman crea un nuevo personaje online llamado «Cartman Brah». Mientras tanto, debido a que Stan se gastó los ahorros familiares en los juegos freemium, Randy es obligado por su productor a presentarse en vivo junto a las otras estrellas pop del momento, lo cual va a resultar en un gran desastre.

## Trama

### Acto 1
Kyle corre a casa a jugar el videojuego call of duty advanced warfare y fortalecer su vínculo con su hermano Ike, sin embargo, éste no se muestra interesado y prefiere ver al youtuber Pewdiepie jugando y efectuando comentarios del mismo videojuego, una práctica conocida como Let's Play. Kyle está perplejo de que Ike y otros niños se diviertan más viendo como otros juegan en vez de jugar ellos mismos y por ello afirma que «lo que le gusta a los niños de hoy es mierda refrita».
Mientras tanto, Randy se entera de un próximo concierto benéfico local que contará con una lista de los mejores músicos del pop, incluyendo a su alter ego Lorde. Randy llama a su productor para negarse a participar en el concierto, debido a su dependencia de los software de corrección de voz y demás arreglos de posproducción, pero el mánager de Randy le recuerda que él necesita dinero debido a los gastos ocasionados por su hijo Stan por juegos freemium. De mala gana, Randy decide a presentarse en el concierto cuando su hija Shelly expresa el deseo de ver a su ídolo en concierto.
A pesar de la dura crítica contra el Let's Play por parte de Kyle, Cartman asume una nueva personalidad en internet llamada "Cartman Brah" y se dedica a realizar comentarios en TouTube de un vídeo que grabó de Kyle y Stan en la parada del autobús escolar, lo cual enfurece a Kyle porque entre los suscriptores de "Cartman Brah" está Ike. No obstante el reclamo de Kyle, Cartman no presta atención y sigue con su faceta de youtuber.
Más adelante, detrás del escenario en el concierto, Randy vacila otra vez para subir a cantar, pero su productor le dice que al público no le importa cómo suenan los cantantes. Cuando Randy/Lorde dice que de eso no trata su música, Iggy Azalea percibe esta actitud como engreimiento e inicia un breve altercado con Lorde.
Mientras tanto en la residencia Broflovsky, Kyle invita a los amigos de Ike a su casa a jugar videojuegos pero todos ellos terminan viendo comentarios en YouTube. Cuando Stan y Kyle les dicen a los niños que los videojuegos deben ser jugados en el salón, aquellos los tratan como "abuelos". Stan se encuentra convencido de que su propia generación es superior a la de niños y Kyle percibe que la sala de su casa está "muriendo".
Más tarde, Iggy Azalea sube al escenario y canta junto a un holograma de Michael Jackson. Al ver esto Randy siente que «algo que se está perdiendo» al refritar celebridades muertas.

### Acto 2
Mientras esto sucede, en el show de televisión de Wendy Williams se presenta Cartman Brah y fastidia un poco a la presentadora sin responder a sus preguntas. Mientras tanto, comienza la actuación de Randy, su forma de cantar fuera de tono y la mala presentación en directo vuelven a los aficionados en su contra. Accidentalmente libera al holograma de Michael Jackson quien se fuga del estadio mientras Randy frota su entrepierna en un intento de ganarse a la audiencia, pero esto causa el efecto contrario y hace que Shelly se desilusione y rompa el cartel de Lorde en la pared de su dormitorio.
Randy se encuentra muy contrariado y llama a su productor quien le dice que la fama de una estrella del pop nunca ha sido por la música, sino por la publicidad generada por los escándalos, pero Randy se encuentra muy contrariado y decide revelar su identidad públicamente. Mientras tanto, el holograma de Michael Jackson es visto en un autobús en dirección a South Park, pues según explica «tiene que hacerse cargo de algunos asuntos importantes».

### Acto 3
En respuesta a la fuga de Jackson, la empresa que lo creó, Syntech Hologram Company, activa su holograma "proyecto alfa" que es el rapero Tupac Shakur, a quien le asignan la misión de encontrar a Jackson.
Mientras esto sucede, una ventana de comentarios con Cartman Brah aparece en la parada de autobuses escolares e indispone nuevamente a los chicos con sus comentarios. Al mismo tiempo Randy se reúne con su productor para decirle que va a revelar públicamente que es Lorde. El productor responde que los artistas de hoy en día son «temas de conversación y nada mas»  y le informa que un holograma de Lorde aparecerá en The Tonight Show Starring Jimmy Fallon, y expondrá su trasero para crear más publicidad. Al ver a Randy como un obstáculo para este plan, los guardaespaldas del productor intentan atraparlo pero Randy escapa a su casa. Cuando le dice a su esposa Sharon lo que ha sucedido, ella con incredulidad se da cuenta de que se acostó con un holograma, aunque el holograma resulta ser de Shakur, y no Randy.
Nuevamente una ventana de comentarios con Cartman Brah aparece en escena, esta vez en la escuela, para interrumpir la exposición de Kyle sobre la crisis de las salas familiares frente a sus compañeros, por lo cual la ventana de Cartman es solicitada en la oficina de la directora donde es reprendido.
El episodio finaliza con el productor de Randy conspirando con Cartman Brah para convertirlo en la máxima estrella de la próxima revolución social de la cultura estadounidense que involucrará a los hologramas. Esta final da paso a una secuela en el siguiente episodio llamado #Feliceshologramas.

## Producción

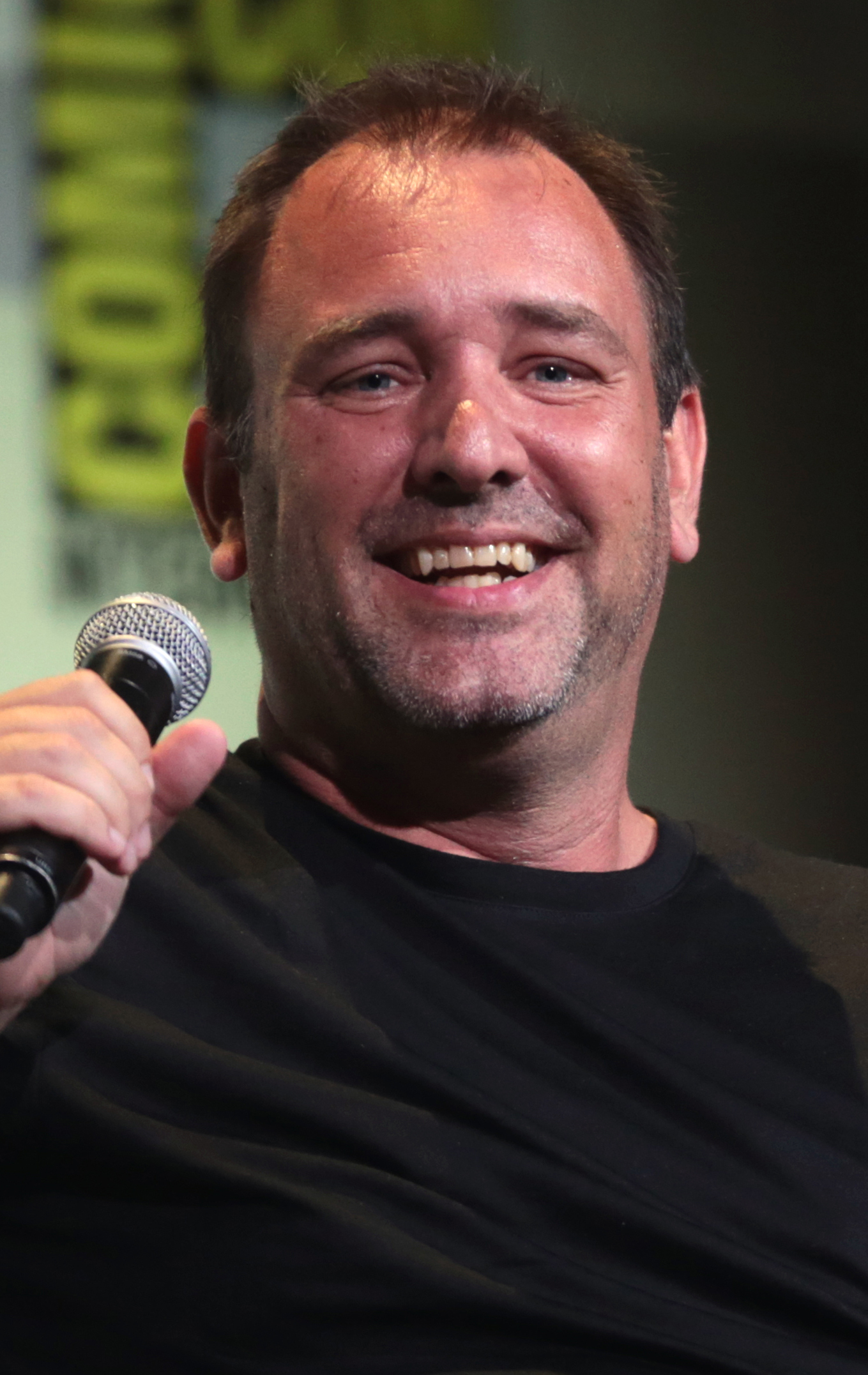
Trey Parker escribió y dirigió #REFRITO

Trey Parker y Matt Stone afirmaron en los comentarios de audio del DVD de la temporada dieciocho de la serie que este episodio fue originalmente diseñado para ser presentado en dos episodios separados, uno sobre PewDiePie y otro acerca de Lorde. Este plan no se materializó debido a no pudieron diseñar una trama que abarcara el tiempo suficiente para llenar completamente el tiempo de alguno de los dos episodios. Para rectificar esto, pretendieron ponerlos juntos en un capítulo. Sin embargo, esto no funcionó bien porque Parker había escrito un montón de buen material y ahora pensaba que tenía que ser una historia de tres partes. Consideraban realmente hacer esto pero tuvieron inconvenientes con Comedy Central. Después de cambiar entre uno y tres episodios, finalmente se produjeron dos. En retrospectiva, Parker y Stone consideraron que habría sido mejor hacer la historia en tres partes.

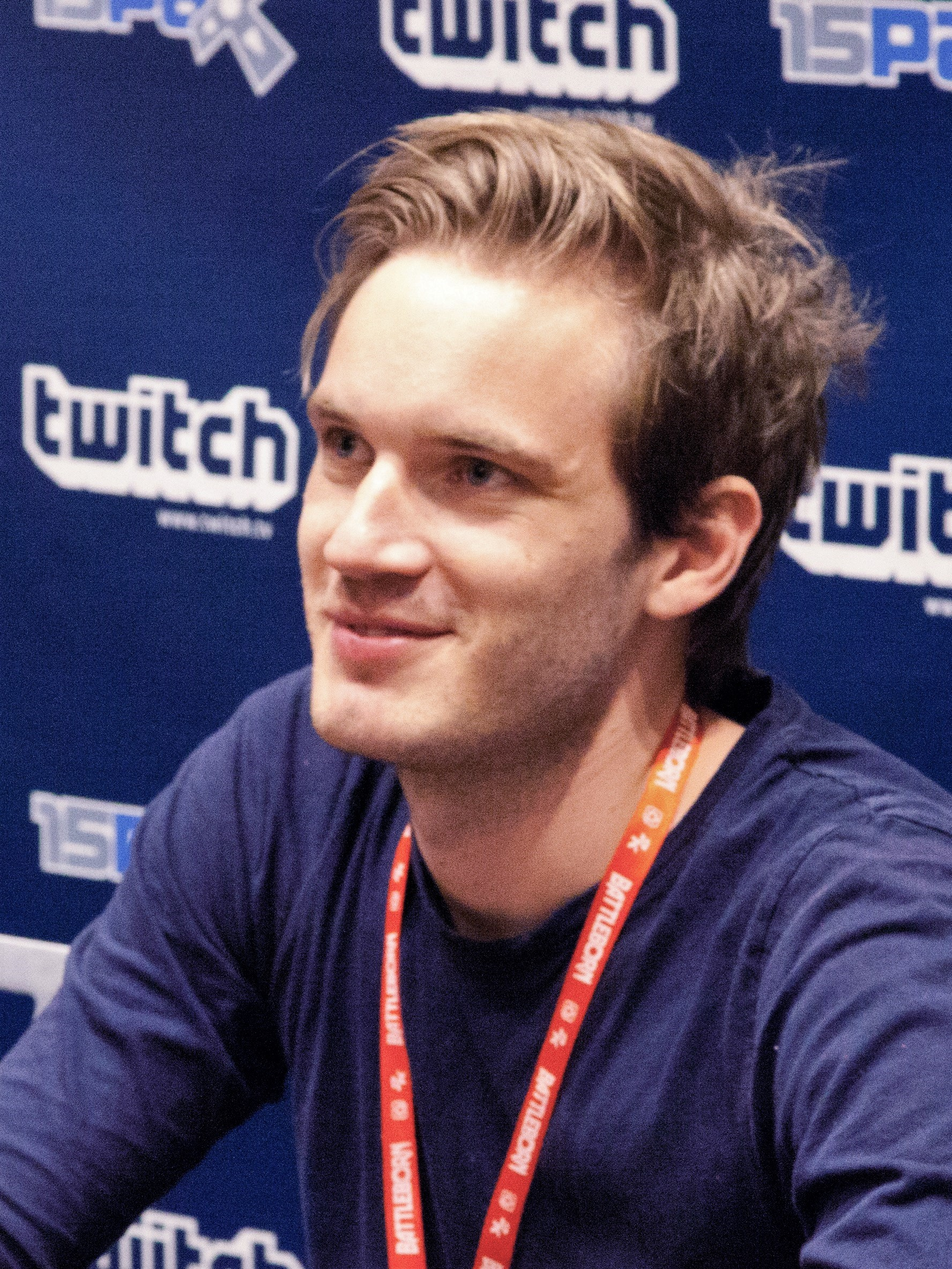
El youtuber PewDiePie es un personaje invitado al episodio

La escena en la que Randy/Lorde pelea con Iggy Azalea originalmente iba a ser utilizada como la escena final del tercer episodio de la temporada dieciocho llamado "La mariquita" (The Cissy). Esta idea fue desechada con la intención de utilizarla más adelante; y por ello fue usado en este episodio, pero con algunas modificaciones: la cantante SIA estaba originalmente presente pero fue retirada en algún momento y Randy se iba a pelear con todos los demás artistas, no con una sola persona.
La historia de PewDiePie fue originada debido a que Parker había tenido experiencias similares a las que Kyle tiene en el episodio con su hermanastro Ike. Otra influencia de la historia fue el hecho de que Parker y Stone pensaban que su recientemente lanzado videojuego South Park: La vara de la verdad había sido más usado por los jugadores a través de PewDiePie que realmente jugado por ellos mismos. Pensaron que sería muy divertido "replicar" en esto en el episodio.
Parker y Stone afirmaron que hacer este episodio y la segunda parte, les hizo sentir viejos, principalmente porque los capítulos se refieren a las cosas nuevas en que la gente joven está interesada, como las nuevas tecnologías, la música pop y el enfoque en Internet. Aquí es también donde el título #REHASH y cosas como Twitter, YouTube, Let's Play e Internet en general, a veces se sienten como lugares donde todas las personas son «refritas mutuamente como una mierda», una opinión que es compartida por varios personajes en el episodio.
En el episodio se hacen varias referencias a capítulos anteriores de la temporada lo cual constituye una nueva forma de narrar las historias en South Park, pues habitualmente los episodios son historias diferentes y casi sin ninguna relación. Ya desde el comienzo de la temporada se había visto la intención de los escritores de explorar una narrativa seriada: el primer episodio llamado "Jodete" tuvo continuidad con el segundo llamado "Ebola libre de gluten", y así consecutivamente con la mayoría de los capítulos. Se puede decir que solamente los episodios Handicar, El arbusto mágico y Fundamentada en vindaloop no tienen referencias a otros de la temporada.

## Temática y referencias culturales

### Temática principal
El noveno episodio de la temporada dieciocho aborda gran cantidad de temáticas que hacen la trama un poco confusa. Siguiendo la orientación de toda la temporada, la temática principal del episodio se relaciona con la tecnología y su impacto en la sociedad, en este caso los videojuegos y las redes sociales. Parker y Stonne plantean un cambio generacional en las formas de entretenimiento. En la primera escena, Kyle quiere jugar un videojuego con su hermano Ike, pero éste no se encuentra interesado porque prefiere ver cómo lo hace una estrella de YouTube mientras hace comentarios; esta actividad es conocida como 'Let's Play' (vamos a jugar). Kyle no entiende el comportamiento de su hermano. Esta escena platea una brecha entre las generaciones de Kyle y Ike, que no es más que una representación de otra brecha entre las generaciones Parker y Stone con su público más joven. Los valores con que creció Kyle ya no son compartidos por su hermano y por eso aquel piensa que "la sala de su casa está muriendo". En este sentido, este episodio tiene una relación estrecha con uno anterior llamado "Estas envejeciendo", donde es Stan quien no entiende los cambios que suceden a su alrededor y se siente viejo. Otros personajes más adultos tampoco comprenden los cambios y el impacto de las redes sociales y nuevas tecnologías en la forma de pensar de las nuevas generaciones: la presentadora de televisión Wendy Williams, la directora de la escuela, el profesor Garrison, Randy Marsh. Al parecer el único personaje adulto que parece entender dichos cambios es el productor y mánager de Lorde.
A la par con este tema, y casi con la misma relevancia, South Park plantea otro tópico: los cambios en la industria del entretenimiento. Randy le dice a su mánager que no puede presentarse en vivo porque su voz "tiene muchos arreglos de postproducción" y no suena igual en vivo, pero éste le dice que al público no le importa el talento de los artistas, solo la imagen y los comentarios que generen: «crees que a toda la gente que vino le importa cómo suenas. Eres solo otra artista pop femenina, solo sal ahí, mueve las caderas y frótate el clítoris». Más adelante, el productor agrega: «no se trata de música, sino de los comentarios».

### Referencias culturales

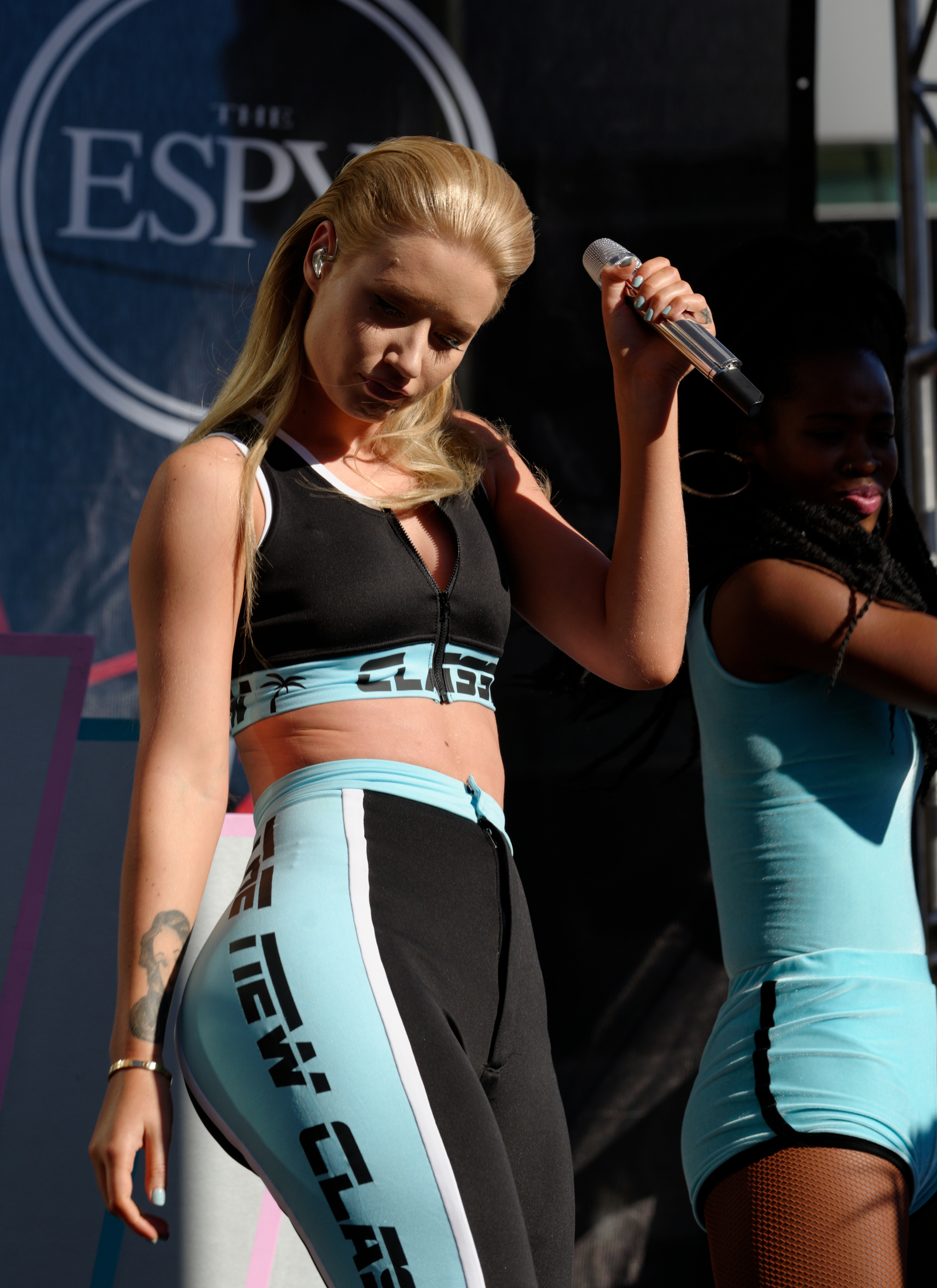
La cantante Iggy Azalea es parodiada en el episodio

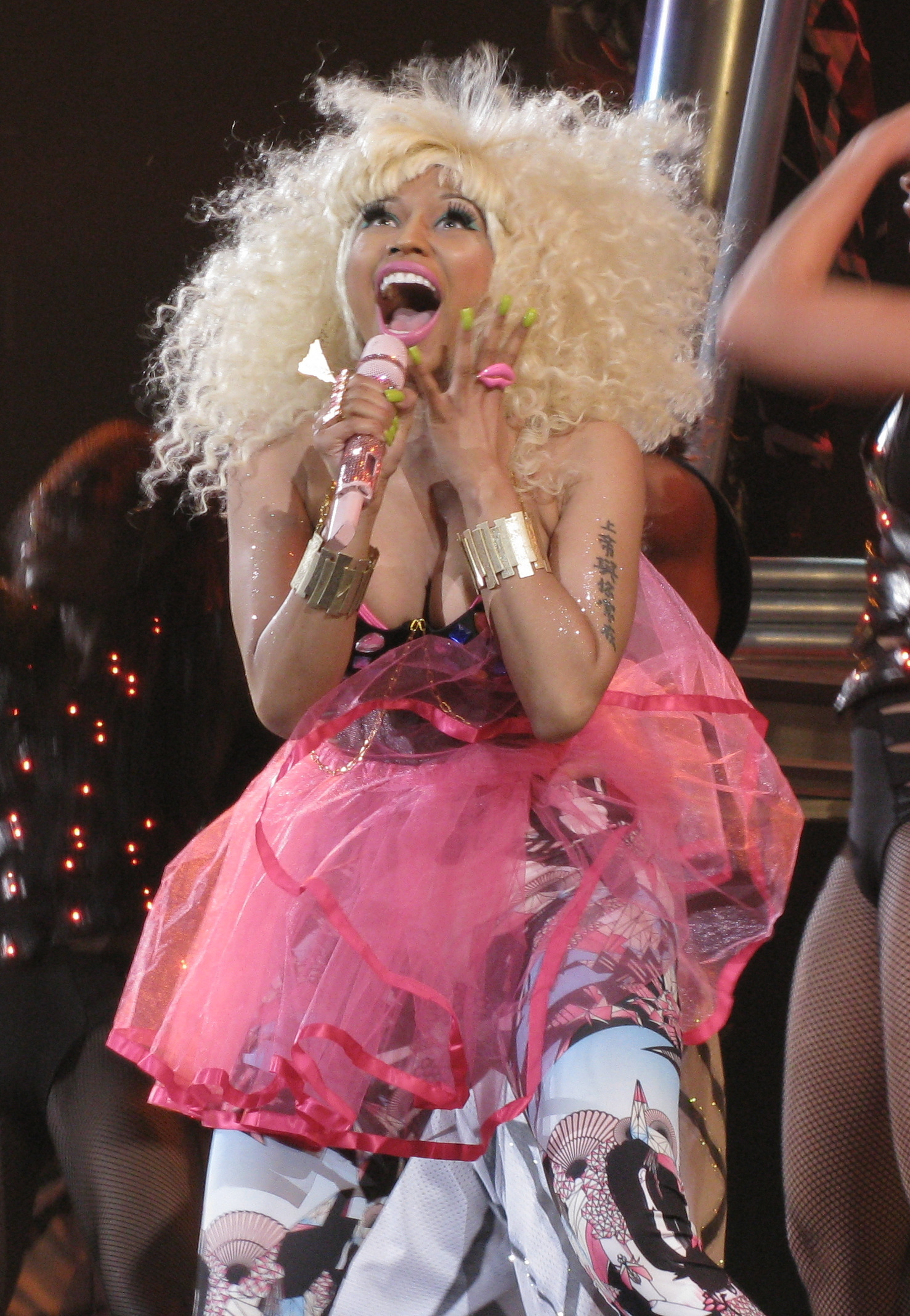
La cantante Nicki Minaj también aparece en el episodio #REFRITO